# Torilis arvensis subsp. recta
Torilis arvensis subsp. recta é uma subespécie de planta com flor pertencente à família Apiaceae. 
A autoridade científica da subespécie é Jury, tendo sido publicada em Lagascalia 18(2): 282. 1996.
O seu nome comum é salsinha.

## Portugal
Trata-se de uma subespécie presente no território português, nomeadamente em Portugal Continental.
Em termos de naturalidade é nativa da região atrás indicada.

## Protecção
Não se encontra protegida por legislação portuguesa ou da Comunidade Europeia.